# Lijst van stedenbanden (Nederland)
Een stedenband (ook internationale band of jumelage) is een al dan niet geformaliseerde band met een partnerstad in het buitenland. Stedenbanden met Oost-Europa hebben vaak tot doel het tonen van vriendschap, kennisnemen van elkaars cultuur en elkaar wederzijds ondersteunen in het bestuur van de stad. Een stedenband met een stad of regio in Azië, Afrika of Latijns-Amerika heeft vaak ontwikkelingssamenwerking tot doel. Meer dan drie kwart van de Nederlandse gemeenten heeft een stedenband met een gemeente in een ander land.
Hieronder een lijst van stedenbanden van Nederlandse gemeenten, waarvan er sommige inmiddels opgeheven zijn.
| NL                         | stad of gemeente                                  | land                            | bron          |
| -------------------------- | ------------------------------------------------- | ------------------------------- | ------------- |
| Aa en Hunze                | Żerków                                            | Polen                           |               |
| Aalburg                    | Heves                                             | Hongarije                       |               |
| Aalten                     | Świdnik                                           | Polen                           |               |
| Aalten                     | Szubin                                            | Polen                           |               |
| Aalten                     | Neuenrade                                         | Duitsland                       |               |
| Alblasserdam               | Sereď (in 2012 beëindigd)                         | Slowakije                       |               |
| Alkmaar                    | Bath                                              | Verenigd Koninkrijk             | [ 1 ]         |
| Alkmaar                    | Darmstadt                                         | Duitsland                       | [ 1 ]         |
| Alkmaar                    | Troyes                                            | Frankrijk                       | [ 1 ]         |
| Alkmaar                    | Tata                                              | Hongarije                       | [ 1 ]         |
| Alkmaar                    | Bergama                                           | Turkije                         | [ 1 ]         |
| Alkmaar                    | Uitenhage                                         | Zuid-Afrika                     |               |
| Almelo                     | Etsjmiadzin                                       | Armenië                         |               |
| Almelo                     | Iserlohn                                          | Duitsland                       | [ 2 ]         |
| Almelo                     | Preston                                           | Verenigd Koninkrijk             |               |
| Almere                     | Kumasi                                            | Ghana                           |               |
| Almere                     | Aalborg                                           | Denemarken                      |               |
| Almere                     | České Budějovice                                  | Tsjechië                        |               |
| Almere                     | Haapsalu                                          | Estland                         |               |
| Almere                     | Lancaster                                         | Verenigd Koninkrijk             |               |
| Almere                     | Milton Keynes                                     | Verenigd Koninkrijk             |               |
| Almere                     | Shenzhen                                          | China                           | [ 3 ]         |
| Almere                     | Rendsburg                                         | Duitsland                       |               |
| Almere                     | Växjö                                             | Zweden                          | [ 4 ]         |
| Alphen aan den Rijn        | Oudtshoorn                                        | Zuid-Afrika                     | [ 5 ]         |
| Ameland                    | Kleve                                             | Duitsland                       | [ 6 ]         |
| Amersfoort                 | Liberec (voormalig)                               | Tsjechië                        | [ 7 ]         |
| Amstelveen                 | Óbuda-Békásmegyer                                 | Hongarije                       |               |
| Amstelveen                 | Villa El Salvador                                 | Peru                            |               |
| Amstelveen                 | Berlin-Tempelhof en Berlin-Schöneberg             | Duitsland                       | [ 8 ]         |
| Amstelveen                 | Woking                                            | Verenigd Koninkrijk             |               |
| Amsterdam                  | Athene                                            | Griekenland                     |               |
| Amsterdam                  | Berlijn                                           | Duitsland                       |               |
| Amsterdam                  | Boston                                            | Verenigde Staten                |               |
| Amsterdam                  | Casablanca                                        | Marokko                         |               |
| Amsterdam                  | Hanoi                                             | Vietnam                         |               |
| Amsterdam                  | Istanboel                                         | Turkije                         |               |
| Amsterdam                  | İzmit                                             | Turkije                         |               |
| Amsterdam                  | Larache                                           | Marokko                         |               |
| Amsterdam                  | Londen                                            | Verenigd Koninkrijk             |               |
| Amsterdam                  | Managua                                           | Nicaragua                       | [ 9 ]         |
| Amsterdam                  | Mumbai                                            | India                           |               |
| Amsterdam                  | New York                                          | Verenigde Staten                | [ 10 ]        |
| Amsterdam                  | Parijs                                            | Frankrijk                       |               |
| Amsterdam                  | Peking                                            | China                           |               |
| Amsterdam                  | San Francisco                                     | Verenigde Staten                |               |
| Amsterdam                  | São Paulo                                         | Brazilië                        |               |
| Amsterdam                  | Seoel                                             | Zuid-Korea                      |               |
| Amsterdam                  | Shenzhen                                          | China                           |               |
| Amsterdam                  | Şişli                                             | Turkije                         |               |
| Amsterdam                  | Tanger                                            | Marokko                         |               |
| Amsterdam                  | Tokio                                             | Japan                           |               |
| Amsterdam                  | Eemsdelta (bestuurscentrum Delfzijl)              | Nederland                       | [ 11 ] [ 12 ] |
| Amsterdam                  | Heerlen                                           | Nederland                       | [ 11 ] [ 12 ] |
| Amsterdam                  | Sluis                                             | Nederland                       | [ 11 ] [ 12 ] |
| Apeldoorn                  | Banda Atjeh                                       | Indonesië                       | [ 13 ]        |
| Appingedam                 | Aurich                                            | Duitsland                       | [ 14 ]        |
| Arnhem                     | Coventry                                          | Verenigd Koninkrijk             | [ 15 ]        |
| Arnhem                     | Croydon                                           | Verenigd Koninkrijk             | [ 15 ]        |
| Arnhem                     | Gera                                              | Duitsland                       | [ 15 ]        |
| Arnhem                     | Hradec Králové                                    | Tsjechië                        | [ 15 ]        |
| Arnhem                     | Kimberley                                         | Zuid-Afrika                     | [ 15 ]        |
| Arnhem                     | Villa El Salvador                                 | Peru                            | [ 15 ]        |
| Arnhem                     | Wuhan                                             | China                           | [ 15 ]        |
| Assen                      | Bad Bentheim                                      | Duitsland                       |               |
| Assen                      | Poznań                                            | Polen                           | [ 16 ]        |
| Assen                      | Vrijburg                                          | Zuid-Afrika                     |               |
| Asten                      | Hattorf am Harz                                   | Duitsland                       |               |
| Baarn                      | Klásterec nad Ohri (tot 2014)                     | Tsjechië                        | [ 7 ]         |
| Barendrecht                | Louny                                             | Tsjechië                        | [ 17 ]        |
| Beek                       | Gundelfingen a/d Donau                            | Duitsland                       | [ 18 ]        |
| Beemster                   | Studená                                           | Tsjechië                        | [ 19 ]        |
| Bellingwedde               | Nowogród Bobrzański                               | Polen                           |               |
| Bellingwedde               | Rhede aan de Eems                                 | Duitsland                       |               |
| Bergen (Limburg)           | Miłosław                                          | Polen                           |               |
| Bergen op Zoom             | Edmonton                                          | Canada                          |               |
| Bergen op Zoom             | Oudenaarde                                        | België                          | [ 20 ]        |
| Bergen op Zoom             | Szczecinek                                        | Polen                           | [ 20 ]        |
| Bergschenhoek              | Maria Enzersdorf                                  | Oostenrijk                      |               |
| Berkelland                 | Reken                                             | Duitsland                       |               |
| Berlicum                   | Bonheiden                                         | België                          |               |
| Beuningen                  | Mikołów                                           | Polen                           | [ 21 ]        |
| Beverwijk                  | Wronki                                            | Polen                           | [ 22 ]        |
| Binnenmaas                 | Alūksne                                           | Letland                         |               |
| Bleiswijk                  | Götzenhain                                        | Duitsland                       |               |
| Bodegraven                 | Tolna                                             | Hongarije                       |               |
| Borger-Odoorn              | Hořice                                            | Tsjechië                        |               |
| Borne                      | Rheine                                            | Duitsland                       | [ 23 ]        |
| Boxmeer                    | Sigmaringen                                       | Duitsland                       |               |
| Boxtel                     | Wittlich                                          | Duitsland                       |               |
| Breda                      | Wrocław                                           | Polen                           | [ 24 ]        |
| Breda                      | Yangzhou                                          | China                           | [ 25 ]        |
| Brielle                    | Havlickuv Brod                                    | Tsjechië                        |               |
| Bronckhorst                | Legden                                            | Duitsland                       |               |
| Brummen                    | Krotoszyn                                         | Polen                           |               |
| Brunssum                   | Alsdorf                                           | Duitsland                       | [ 27 ]        |
| Bussum                     | Valašské Meziříčí                                 | Tsjechië                        |               |
| Buurmalsen                 | Châtillon-Coligny                                 | Frankrijk                       |               |
| Coevorden                  | Brest                                             | Wit-Rusland                     | [ 28 ]        |
| Coevorden                  | Nordhorn                                          | Duitsland                       | [ 28 ]        |
| Cranendonck                | Domazlice                                         | Tsjechië                        |               |
| Cranendonck                | Hamont                                            | België                          |               |
| Cuijk                      | Maldon                                            | Verenigd Koninkrijk             |               |
| Cuijk                      | Přerov                                            | Tsjechië                        |               |
| Dalfsen                    | Hörstel                                           | Duitsland                       |               |
| De Bilt                    | Coesfeld                                          | Duitsland                       | [ 29 ]        |
| De Bilt                    | Mieścisko                                         | Polen                           | [ 29 ]        |
| De Friese Meren            | Drolshagen                                        | Duitsland                       | [ 30 ]        |
| De Friese Meren            | Mediaș                                            | Roemenië                        | [ 30 ]        |
| De Marne                   | Dötlingen                                         | Duitsland                       |               |
| De Ronde Venen             | Kolín (voormalig)                                 | Tsjechië                        | [ 7 ]         |
| Delft                      | Adapazarı                                         | Turkije                         |               |
| Delft                      | Aarau                                             | Zwitserland                     |               |
| Delft                      | Jingdezhen                                        | China                           |               |
| Delft                      | Kfar Saba                                         | Israël                          | [ 31 ]        |
| Delft                      | Estelí                                            | Nicaragua                       | [ 32 ]        |
| Delft                      | Kingston upon Thames                              | Verenigd Koninkrijk             |               |
| Delft                      | Tshwane                                           | Zuid-Afrika                     |               |
| Delft                      | Freiberg                                          | Duitsland                       | [ 33 ]        |
| Delfzijl                   | Shūnan                                            | Japan                           | [ 34 ]        |
| Delfzijl                   | voormalig: Aubenas                                | Frankrijk                       |               |
| Delfzijl                   | Zelzate                                           | België                          |               |
| Delfzijl                   | Amsterdam                                         | Nederland                       | [ 11 ] [ 12 ] |
| Delfzijl                   | Heerlen                                           | Nederland                       | [ 11 ] [ 12 ] |
| Delfzijl                   | Sluis                                             | Nederland                       | [ 11 ] [ 12 ] |
| Den Haag                   | Al Hoceima                                        | Marokko                         |               |
| Den Haag                   | Bethlehem                                         | Palestina                       |               |
| Den Haag                   | Juigalpa                                          | Nicaragua                       | [ 9 ]         |
| Den Haag                   | Nador                                             | Marokko                         |               |
| Den Haag                   | Nazareth                                          | Israël                          |               |
| Den Haag                   | Palembang                                         | Indonesië                       |               |
| Den Haag                   | Taza                                              | Marokko                         |               |
| Den Haag                   | Warschau                                          | Polen                           |               |
| Den Helder                 | Lüdenscheid                                       | Duitsland                       | [ 35 ]        |
| Deurne                     | Batouri                                           | Kameroen                        |               |
| Deventer                   | Sibiu                                             | Roemenië                        | [ 36 ]        |
| Deventer                   | Arnsberg                                          | Duitsland                       | [ 37 ]        |
| Deventer                   | Tartu                                             | Estland                         | [ 38 ]        |
| Dinkelland                 | Liptovský Mikuláš                                 | Slowakije                       |               |
| Dinxperlo                  | Szubin                                            | Polen                           |               |
| Doesburg                   | Friedrichstadt                                    | Duitsland                       |               |
| Doetinchem                 | La Libertad                                       | Nicaragua                       | [ 39 ]        |
| Doetinchem                 | Pardubice                                         | Tsjechië                        | [ 39 ]        |
| Doetinchem                 | Raesfeld                                          | Duitsland                       | [ 39 ]        |
| Dongeradeel                | Fulda                                             | Duitsland                       |               |
| Doorn                      | Victoria                                          | Roemenië                        |               |
| Dordrecht                  | Bamenda                                           | Kameroen                        | [ 40 ]        |
| Dordrecht                  | Dordrecht                                         | Zuid-Afrika                     | [ 40 ]        |
| Dordrecht                  | Hastings                                          | Verenigd Koninkrijk             | [ 40 ]        |
| Dordrecht                  | Recklinghausen                                    | Duitsland                       | [ 40 ]        |
| Dordrecht                  | Varna                                             | Bulgarije                       | [ 40 ]        |
| Driebergen-Rijsenburg      | Semily                                            | Tsjechië                        |               |
| Drimmelen                  | Koźmin Wielkopolski                               | Polen                           |               |
| Duiven                     | Calafat                                           | Roemenië                        | [ 41 ]        |
| Duiven                     | Gemünden am Main                                  | Duitsland                       | [ 42 ]        |
| Eemsmond                   | Borkum                                            | Duitsland                       |               |
| Eemsmond                   | Krosno Odrzańskie                                 | Polen                           |               |
| Eemsmond                   | Laatzen                                           | Duitsland                       |               |
| Eersel                     | Carquefou                                         | Frankrijk                       |               |
| Eindhoven                  | Białystok (in 2012 beëindigd)                     | Polen                           |               |
| Eindhoven                  | Gedaref (in 2013 beëindigd)                       | Soedan                          |               |
| Eindhoven                  | Emfuleni (in 2013 beëindigd)                      | Zuid-Afrika                     |               |
| Eindhoven                  | Minsk (in 2013 beëindigd)                         | Wit-Rusland                     |               |
| Elburg                     | Haselünne                                         | Duitsland                       |               |
| Emmen                      | Shangluo                                          | China                           |               |
| Enschede                   | Palo Alto (Californië)                            | Verenigde Staten                |               |
| Enschede                   | Dalian                                            | China                           |               |
| Epe                        | Gronau                                            | Duitsland                       |               |
| Epe                        | Rajec                                             | Slowakije                       |               |
| Epe                        | Rajecké Teplice                                   | Slowakije                       |               |
| Etten-Leur                 | Siauliai                                          | Litouwen                        |               |
| Gaasterland-Sloten         | Krzemieniewo (Groot-Polen                         | Polen                           |               |
| Genemuiden                 | Emlichheim                                        | Duitsland                       |               |
| Gennep                     | Gelnica                                           | Slowakije                       |               |
| Gennep                     | San Pedro de Lovago                               | Nicaragua                       |               |
| Goedereede                 | Ladek Zdrój                                       | Polen                           |               |
| Gooik                      | Altenberge                                        | Duitsland                       |               |
| Gorinchem                  | Sint-Niklaas                                      | België                          |               |
| Gorinchem                  | Gangjin                                           | Zuid-Korea                      | [ 44 ]        |
| Gorredijk                  | Ra'anana                                          | Israël                          |               |
| Gouda                      | Kongsberg                                         | Noorwegen                       |               |
| Gouda                      | Solingen                                          | Duitsland                       |               |
| Gouda                      | Gloucester                                        | Verenigd Koninkrijk             |               |
| Gramsbergen                | Dahlenburg                                        | Duitsland                       |               |
| Grave                      | Rydzyna                                           | Polen                           |               |
| Groesbeek                  | Körmend                                           | Hongarije                       |               |
| Groningen                  | Bremen                                            | Duitsland                       | [ 45 ]        |
| Groningen                  | Hamburg                                           | Duitsland                       | [ 45 ]        |
| Groningen                  | Oldenburg                                         | Duitsland                       | [ 45 ]        |
| Groningen                  | Xi'an                                             | China                           |               |
| Groningen                  | Tianjin                                           | China                           |               |
| 's-Hertogenbosch           | Trier                                             | Duitsland                       |               |
| 's-Hertogenbosch           | Leuven                                            | België                          |               |
| Haaksbergen                | Ahaus                                             | Duitsland                       |               |
| Haarlem                    | Angers                                            | Frankrijk                       | [ 46 ]        |
| Haarlem                    | Osnabrück                                         | Duitsland                       | [ 46 ]        |
| Haarlem                    | Harlem                                            | Verenigde Staten                | [ 46 ]        |
| Halderberge                | Szamotuły                                         | Polen                           |               |
| Hardenberg                 | Dahlenburg                                        | Duitsland                       |               |
| Harderwijk                 | Znojmo (tot 2013)                                 | Tsjechië                        |               |
| Hattem                     | Püspökladány                                      | Hongarije                       |               |
| Heel                       | Seligenstadt                                      | Duitsland                       |               |
| Heemskerk                  | Klatovy                                           | Tsjechië                        |               |
| Heemstede                  | Bad Pyrmont                                       | Duitsland                       |               |
| Heemstede                  | Royal Leamington Spa                              | Verenigd Koninkrijk             |               |
| Heerde                     | Balve                                             | Duitsland                       |               |
| Heerde                     | Bolków                                            | Polen                           |               |
| Heerenveen                 | Kowary                                            | Polen                           |               |
| Heerenveen                 | Baselga di Pinè                                   | Italië                          |               |
| Heerhugowaard              | Kalisz                                            | Polen                           |               |
| Heerlen                    | Amsterdam                                         | Nederland                       | [ 11 ] [ 12 ] |
| Heerlen                    | Eemsdelta (bestuurscentrum Delfzijl)              | Nederland                       | [ 11 ] [ 12 ] |
| Heerlen                    | Sluis                                             | Nederland                       | [ 11 ] [ 12 ] |
| Heiloo                     | Świętochłowice                                    | Polen                           |               |
| Helden                     | Beringen                                          | België                          |               |
| Hellendoorn                | Ibbenbüren                                        | Duitsland                       |               |
| Hellevoetsluis             | Torbay                                            | Verenigd Koninkrijk             |               |
| Helmond                    | Mechelen                                          | België                          |               |
| Helmond                    | San Marcos                                        | Nicaragua                       |               |
| Helmond                    | Zielona Góra                                      | Polen                           |               |
| Hendrik-Ido-Ambacht        | Bergen                                            | Duitsland                       |               |
| Hengelo (Overijssel)       | Ogre                                              | Letland                         |               |
| Hengelo (Overijssel)       | Plzen                                             | Tsjechië                        |               |
| Het Bildt                  | Panevezys-Rajonas                                 | Litouwen                        |               |
| Heumen                     | Csorna                                            | Hongarije                       |               |
| Heusden                    | Idstein                                           | Duitsland                       |               |
| Heusden                    | Otjiwarongo                                       | Namibië                         |               |
| Hilversum                  | Ségou                                             | Mali                            |               |
| Hof van Twente             | Keszthely                                         | Hongarije                       |               |
| Holten                     | Winterberg                                        | Duitsland                       |               |
| Hoogeveen                  | Martin                                            | Slowakije                       |               |
| Hoorn                      | Beersel                                           | België                          |               |
| Hoorn                      | Malacca                                           | Maleisië                        |               |
| Hoorn                      | Příbram                                           | Tsjechië                        | [ 48 ]        |
| Horst aan de Maas          | Rawicz                                            | Polen                           |               |
| Hulst                      | Michelstadt                                       | Duitsland                       |               |
| IJsselstein                | Herentals                                         | België                          |               |
| IJsselstein                | Strakonice (tot 2010)                             | Tsjechië                        | [ 7 ]         |
| Jacobswoude                | Woodbridge                                        | Verenigd Koninkrijk             |               |
| Kampen                     | Pápa                                              | Hongarije                       |               |
| Kampen                     | Soest                                             | Duitsland                       |               |
| Kampen                     | Meinerzhagen                                      | Duitsland                       |               |
| Kampen                     | Eilat                                             | Israël                          |               |
| Kapelle                    | Orry-la-Ville                                     | Frankrijk                       | [ 49 ]        |
| Kerkrade                   | Herzogenrath                                      | Duitsland (bekend onder Eurode) |               |
| Kessel                     | Grevenbroich                                      | Duitsland                       |               |
| Klundert                   | Jaworze                                           | Polen                           |               |
| Krimpen aan den IJssel     | Kiskörös                                          | Hongarije                       |               |
| Koggenland                 | Oberursel                                         | Duitsland                       |               |
| Katwijk (Zuid-Holland)     | Siegen                                            | Duitsland                       |               |
| Landgraaf                  | Übach-Palenberg                                   | Duitsland                       |               |
| Landsmeer                  | Bergneustadt                                      | Duitsland                       |               |
| Landsmeer                  | Châtenay-Malabry                                  | Frankrijk                       |               |
| Leerdam                    | Pfinztal                                          | Duitsland                       |               |
| Leeuwarden                 | Liyang                                            | China                           |               |
| Leiden                     | Buffalo City                                      | Zuid-Afrika                     |               |
| Leiden                     | Juigalpa                                          | Nicaragua                       |               |
| Leiden                     | Krefeld                                           | Duitsland                       |               |
| Leiden                     | Oxford                                            | Verenigd Koninkrijk             |               |
| Leiden                     | Toruń                                             | Polen                           |               |
| Leiden                     | Nagasaki                                          | Japan                           |               |
| Leiderdorp                 | Šamorín                                           | Slowakije                       |               |
| Leidschendam-Voorburg      | Hranice                                           | Tsjechië                        |               |
| Leidschendam-Voorburg      | Konstancin-Jeziorna                               | Polen                           |               |
| Leidschendam-Voorburg      | Temecula                                          | Verenigde Staten                |               |
| Lelystad                   | Lelydorp                                          | Suriname                        |               |
| Leusden                    | Tet (tot 2012)                                    | Hongarije                       | [ 7 ]         |
| Liesveld                   | Nieuwpoort                                        | België                          |               |
| Lingewaard                 | Mizil                                             | Roemenië                        |               |
| Lisse                      | Tonami                                            | Japan                           |               |
| Loon op Zand               | Dodenau                                           | Duitsland                       |               |
| Lopik                      | Grebenstein                                       | Duitsland                       | [ 7 ]         |
| Lopik                      | Lezoux                                            | Frankrijk                       | [ 7 ]         |
| Lopik                      | Sarsina                                           | Italië                          | [ 7 ]         |
| Maasbree                   | Wolsztyn                                          | Polen                           |               |
| Maasdonk                   | Góra                                              | Polen                           |               |
| Maassluis                  | Berehove                                          | Oekraïne                        |               |
| Maassluis                  | Hatvan                                            | Hongarije                       |               |
| Maassluis                  | Târgu Secuiesc                                    | Roemenië                        |               |
| Maastricht                 | Rama                                              | Nicaragua                       |               |
| Maastricht                 | Koblenz                                           | Duitsland                       |               |
| Maastricht                 | Chengdu                                           | China                           |               |
| Meerssen                   | Douzelage                                         | Verenigd Koninkrijk             |               |
| Meppel                     | Most                                              | Tsjechië                        |               |
| Midden Delfland            | Frenstat Pod Radhostem                            | Tsjechië                        |               |
| Millingen aan de Rijn      | Fertöd                                            | Hongarije                       |               |
| Mook en Middelaar          | Přibyslav                                         | Tsjechië                        |               |
| Naarden                    | Uherský Brod                                      | Tsjechië                        |               |
| Neder-Betuwe               | Pepowo                                            | Polen                           |               |
| Nederlek                   | Eschenstruth                                      | Duitsland                       |               |
| Nederlek                   | Kościan                                           | Polen                           |               |
| Nederweert                 | Miejska Górka                                     | Polen                           |               |
| Nieuwegein                 | Rundu                                             | Namibië                         | [ 7 ]         |
| Nieuwegein                 | Pulawy (tot 2020)                                 | Polen                           | [ 7 ]         |
| Nieuwerkerk aan den IJssel | Bückeburg                                         | Duitsland                       |               |
| Nijkerk                    | Schenectady                                       | Verenigde Staten                |               |
| Nijmegen                   | Albany                                            | Verenigde Staten                |               |
| Nijmegen                   | Higashimatsuyama                                  | Japan                           |               |
| Nijmegen                   | Masaya                                            | Nicaragua                       |               |
| Nijmegen                   | Pskov                                             | Rusland                         |               |
| Noardeast-Fryslân          | Fulda                                             | Duitsland                       |               |
| Noardeast-Fryslân          | Crediton                                          | Verenigd Koninkrijk             |               |
| Noordenveld                | Dolsk                                             | Polen                           |               |
| Noordoostpolder            | Ringerike                                         | Noorwegen                       |               |
| Noordoostpolder            | Mizumaki                                          | Japan                           |               |
| Noordwijkerhout            | Hirado                                            | Japan                           |               |
| Oisterwijk                 | Dreieich                                          | Duitsland                       |               |
| Oldenzaal                  | Rheda-Wiedenbrück                                 | Duitsland                       |               |
| Ommen                      | Recke                                             | Duitsland                       |               |
| Oosterhout                 | Nantong (Chongchuan District) (in 2022 beëindigd) | China                           |               |
| Oostflakkee                | Krasnystaw                                        | Polen                           |               |
| Ooststellingwerf           | Ergli                                             | Letland                         |               |
| Oostzaan                   | Vushtrri                                          | Kosovo                          |               |
| Opmeer                     | Goleniów                                          | Polen                           |               |
| Opmeer                     | Svedala                                           | Zweden                          |               |
| Opsterland                 | Ra'anana                                          | Israël                          |               |
| Oss                        | Taizhou                                           | China                           | [ 50 ]        |
| Oud-Beijerland             | Lidzbark Warmiński                                | Polen                           |               |
| Oude IJsselstreek          | Boukoumbé                                         | Benin                           |               |
| Oude IJsselstreek          | Hitzacker                                         | Duitsland                       |               |
| Oudewater                  | Rychnov nad Kneznou                               | Tsjechië                        |               |
| Papendrecht                | Blomberg                                          | Duitsland                       |               |
| Pekela                     | Großefehn                                         | Duitsland                       |               |
| Putten                     | Câmpia Turzii                                     | Roemenië                        |               |
| Raalte                     | Mettingen                                         | Duitsland                       |               |
| Reeuwijk                   | Turnov                                            | Tsjechië                        |               |
| Rheden                     | Cheb                                              | Tsjechië                        |               |
| Ridderkerk                 | Dogbo                                             | Benin                           |               |
| Rijnsburg                  | Siegen                                            | Duitsland                       |               |
| Rijnwoude                  | Waldkappel                                        | Duitsland                       |               |
| Rijssen-Holten             | Steinfurt                                         | Duitsland                       |               |
| Rijssen-Holten             | Winterberg                                        | Duitsland                       |               |
| Rijswijk                   | Beroun (1989-2017)                                | Tsjechië                        | [ 51 ]        |
| Rijswijk                   | Condega                                           | Nicaragua                       |               |
| Roerdalen                  | Münster-Sarmsheim                                 | Duitsland                       |               |
| Roermond                   | Vinkovci                                          | Kroatië                         |               |
| Rotterdam                  | Boergas                                           | Bulgarije                       |               |
| Rotterdam                  | zie voor meer steden: Stedenbanden van Rotterdam  |                                 |               |
| Rozenburg                  | Östringen                                         | Duitsland                       |               |
| Schagen                    | Blackbutt                                         | Australië                       |               |
| Sassenheim                 | Tileagd                                           | Roemenië                        |               |
| Sassenheim                 | Lagos                                             | Portugal                        |               |
| Schinnen                   | Krobia                                            | Polen                           |               |
| Schouwen-Duiveland         | Namestovo                                         | Slowakije                       |               |
| Schouwen-Duiveland         | Hatfield                                          | Verenigd Koninkrijk             |               |
| Schouwen-Duiveland         | Saint-Hilaire-du-Harcouët                         | Frankrijk                       |               |
| Simpelveld                 | Langenselbold                                     | Duitsland                       |               |
| Simpelveld                 | Mondelange                                        | Duitsland                       |               |
| Sint-Michielsgestel        | Buk                                               | Polen                           |               |
| Sint-Oedenrode             | Alzenau in Unterfranken                           | Duitsland                       |               |
| Skarsterlân                | Mediaş                                            | Roemenië                        |               |
| Skarsterlân                | Drolshagen                                        | Duitsland                       |               |
| Sliedrecht                 | Orăștie                                           | Roemenië                        |               |
| Sluis                      | Amsterdam                                         | Nederland                       | [ 11 ] [ 12 ] |
| Sluis                      | Eemsdelta (bestuurscentrum Delfzijl)              | Nederland                       | [ 11 ] [ 12 ] |
| Sluis                      | Heerlen                                           | Nederland                       | [ 11 ] [ 12 ] |
| Smallingerland             | Gobabis                                           | Namibië                         |               |
| Sneek                      | Kurobe                                            | Japan                           |               |
| Soest                      | Soest                                             | Duitsland                       | [ 7 ] [ 10 ]  |
| Spijkenisse                | Hürth                                             | Duitsland                       |               |
| Spijkenisse                | Thetford                                          | Verenigd Koninkrijk             |               |
| Stadskanaal                | Lilienthal                                        | Duitsland                       |               |
| Steenwijkerland            | Herzebrock-Clarholz                               | Duitsland                       |               |
| Swalmen                    | Nepomuk                                           | Tsjechië                        |               |
| Ten Boer                   | Hesel                                             | Duitsland                       |               |
| Teylingen                  | Tileagd                                           | Roemenië                        |               |
| Tholen                     | Iława                                             | Polen                           |               |
| Tilburg                    | Changzhou                                         | China                           |               |
| Tilburg                    | Lublin                                            | Polen                           |               |
| Tilburg                    | Matagalpa                                         | Nicaragua                       | [ 9 ]         |
| Tilburg                    | Minamiashigara                                    | Japan                           |               |
| Tilburg                    | Same                                              | Tanzania                        |               |
| Tubbergen                  | Uelsen                                            | Duitsland                       |               |
| Twenterand                 | Lomonosov                                         | Rusland                         |               |
| Tynaarlo                   | Wardenburg                                        | Duitsland                       |               |
| Ubbergen                   | Körmend                                           | Hongarije                       |               |
| Uden                       | Lippstadt                                         | Duitsland                       |               |
| Uitgeest                   | Pincehely                                         | Hongarije                       |               |
| Utrecht                    | Portland                                          | Verenigde Staten                |               |
| Utrecht                    | León (tot 2013)                                   | Nicaragua                       | [ 7 ] [ 9 ]   |
| Utrecht                    | Brno (voormalig)                                  | Tsjechië                        | [ 7 ]         |
| Valkenswaard               | Salvaterra de Magos                               | Portugal                        |               |
| Valkenswaard               | Tienen                                            | België                          |               |
| Veendam                    | Gniezno                                           | Polen                           |               |
| Veendam                    | Kelowna                                           | Canada                          |               |
| Veenendaal                 | Olomouc                                           | Tsjechië                        | [ 7 ]         |
| Veghel                     | Goch                                              | Duitsland                       |               |
| Veldhoven                  | Jarocin                                           | Polen                           |               |
| Velsen                     | Galle                                             | Sri Lanka                       |               |
| Venhuizen                  | Bardowick                                         | Duitsland                       |               |
| Venlo                      | Gorizia                                           | Italië                          |               |
| Venlo                      | Klagenfurt                                        | Oostenrijk                      |               |
| Venlo                      | Krefeld                                           | Duitsland                       |               |
| Vianen                     | Reghin                                            | Roemenië                        |               |
| Vijfheerenlanden           | Pfinztal                                          | Duitsland                       | [ 7 ]         |
| Vijfheerenlanden           | Reghin                                            | Roemenië                        | [ 7 ]         |
| Vlaardingen                | Moravská Třebová                                  | Tsjechië                        |               |
| Vlagtwedde                 | Międzyrzecz                                       | Polen                           |               |
| Vlissingen                 | Govan Mbeki                                       | Zuid-Afrika                     |               |
| Vlissingen                 | Taganrog (op 20 september 2000 beëindigd)         | Rusland                         |               |
| Vlissingen                 | Ambon                                             | Indonesië                       |               |
| Vlist                      | Bač                                               | Servië                          |               |
| Voorschoten                | Kita                                              | Mali                            |               |
| Voorst                     | Tordinci                                          | Kroatië                         |               |
| Vught                      | Oranienburg                                       | Duitsland                       |               |
| Waalwijk                   | Unna                                              | Duitsland                       |               |
| Wageningen                 | Ernestinovo                                       | Kroatië                         |               |
| Wageningen                 | Sodolovci                                         | Kroatië                         |               |
| Wageningen                 | Gödöllő                                           | Hongarije                       |               |
| Wageningen                 | Mörfelden-Walldorf                                | Duitsland                       |               |
| Wageningen                 | Ndiza                                             | Rwanda                          |               |
| Warmond                    | Champigné                                         | Frankrijk                       |               |
| Weert                      | Sint-Truiden                                      | België                          |               |
| Weesp                      | Svitavy                                           | Tsjechië                        |               |
| Wehl                       | Raesfeld                                          | Duitsland                       |               |
| Wehl                       | Domitz                                            | Duitsland                       |               |
| Westerkwartier             | Kingborough Council                               | Australië                       |               |
| Westerkwartier             | Tasman                                            | Nieuw-Zeeland                   | [ 52 ]        |
| Westerveld                 | Polička                                           | Tsjechië                        |               |
| Weststellingwerf           | Choszczno                                         | Polen                           |               |
| Wierden                    | Ermont                                            | Frankrijk                       |               |
| Wierden                    | Lampertheim                                       | Duitsland                       |               |
| Wierden                    | Maldegem                                          | België                          |               |
| Wijchen                    | Stargard Szczeciński                              | Polen                           |               |
| Winschoten                 | Płońsk                                            | Polen                           |               |
| Winsum                     | Lubraniec                                         | Polen                           |               |
| Woensdrecht                | Darda                                             | Kroatië                         |               |
| Woerden                    | Steinhagen                                        | Duitsland                       | [ 7 ]         |
| Wognum                     | Hlinsko                                           | Tsjechië                        |               |
| Woudrichem                 | Kostrzyn nad Odrą                                 | Polen                           |               |
| Wymbritseradeel            | Kórnik                                            | Polen                           |               |
| Zaanstad                   | Neukölln                                          | Duitsland                       |               |
| Zaltbommel                 | Walsrode                                          | Duitsland                       |               |
| Zeist                      | Berkane                                           | Marokko                         | [ 7 ]         |
| Zeist                      | Slavkov u Brna                                    | Tsjechië                        | [ 7 ]         |
| Zeist                      | Yamada                                            | Japan                           | [ 7 ]         |
| Zevenbergen                | Opalenica                                         | Polen                           |               |
| Zevenaar                   | Mátészalka                                        | Hongarije                       |               |
| Zierikzee                  | Hatfield                                          | Verenigd Koninkrijk             |               |
| Zierikzee                  | Saint-Hilaire-du-Harcouët                         | Frankrijk                       |               |
| Zoetermeer                 | Nitra                                             | Slowakije                       |               |
| Zoetermeer                 | Jinotega                                          | Nicaragua                       |               |
| Zundert                    | Auvers-sur-Oise                                   | Frankrijk                       |               |
| Zundert                    | Zoutleeuw                                         | België                          |               |
| Zutphen                    | Horstmar                                          | Duitsland                       |               |
| Zutphen                    | Satu Mare                                         | Roemenië                        |               |
| Zutphen                    | Shrewsbury                                        | Verenigd Koninkrijk             |               |
| Zwijndrecht                | Norderstedt                                       | Duitsland                       |               |
| Zwijndrecht                | Poprad                                            | Slowakije                       |               |
| Zwijndrecht                | Zwijndrecht                                       | België                          |               |
| Zwolle                     | Lünen                                             | Duitsland                       |               |